# Португало-персидская война
Португало-персидская война — ряд вооружённых конфликтов с 1507 по 1622 между колониалистской Португалией и вассальным Ормузом, с одной стороны, и Сефевидской империей, поддерживаемой англичанами, с другой. Война началась с захвата португальцами островов Ормуз и Бахрейн, а также крепостей Кешм и Бендер-Аббас.

## Захват Ормуза португальцами
В 1507 португальский адмирал Афонсу д’Албукерки напал на остров Ормуз, чтобы основать там форт.
Захват Ормуза стал результатом плана короля Португалии Мануэля I, который в 1505 решил расстроить мусульманскую торговлю в Индийском океане захватом города. Из-за начавшегося мятежа в 1508 д’Албукерки уплыл с острова. В марте 1515 Альбукерке вернулся в Ормуз в сопровождении флота из 27 кораблей, на которых было не менее полутора тысяч солдат, намереваясь захватить его снова.

## Захват Бахрейна португальцами
Правитель Ормуза, как вассал Португалии, в 1521 году совершил нападение на Бахрейн. Правители Бахрейна, хотя и были вассалами Ормуза, оказали сопротивление и потерпели поражение.

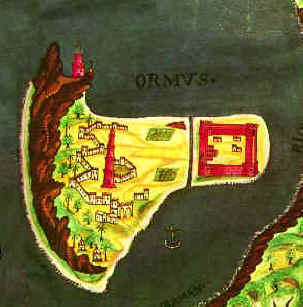
Португальская карта Ормуза, XVII век

## Персидский реванш
В 1602 году персидская армия изгнала португальцев из Бахрейна.
В 1612 португальцы захватили Гамрун (Коморао), но в 1614 году после морской битвы с португальцами персы выбили их из этого города и переименовали его в Бендер-Аббас, в честь шаха Аббаса. В 1622 году, при участии четырёх английских кораблей, персы отняли у португальцев Кешм и Ормуз.